# Edvin Mattiasson
Berndt Edvin Mattiasson (Trelleborg, Escània, 16 d'abril de 1890 – Malmö, 15 de març de 1975) va ser un lluitador de lluita grecoromana suec que va competir a començaments del segle xx.
El 1912 va prendre part en els Jocs Olímpics d'Estocolm, on guanyà la medalla de bronze de la categoria del pes lleuger de lluita grecoromana.